# San Andrés de Sotavento
San Andrés de Sotavento est une municipalité située dans le département de Córdoba, en Colombie.